# Dolany (district de Kladno)
Pour les articles homonymes, voir Dolany.
Dolany (en allemand : Qualisch) est une commune du district de Kladno, dans la région de Bohême-Centrale, en Tchéquie. Sa population s'élevait à 314 habitants en 2020.

## Géographie
Dolany se trouve à 5 km au sud-est du centre de Kladno et à 22 km à l'ouest-nord-ouest de Prague.
La commune est limitée par Velké Přítočno et Hřebeč au nord, par Lidice et Hostouň à l'est, par Pavlov au sud, et par Malé Přítočno à l'ouest.

## Histoire
La première mention écrite de la localité date de 1384.